# Angeliera ischiensis
Angeliera ischiensis is een pissebed uit de familie Microparasellidae. De wetenschappelijke naam van de soort is voor het eerst geldig gepubliceerd in 1954 door Schulz.